# Piz Morteratsch
Il Piz Morteratsch (3.751 m s.l.m.) è una montagna del massiccio del Bernina nelle Alpi Retiche occidentali.

## Descrizione
Si trova in territorio svizzero (Canton Grigioni) a nord del Pizzo Bernina. La prima ascesa conosciuta avvenne l'11 settembre 1858 ad opera di C. Brügger e P. Gensler con le guide Karl Emmermann e Angelo Klaingutti. La via di salita più facile partendo dai rifugi Tschierva o Boval percorre il versante nord.

## Rifugi

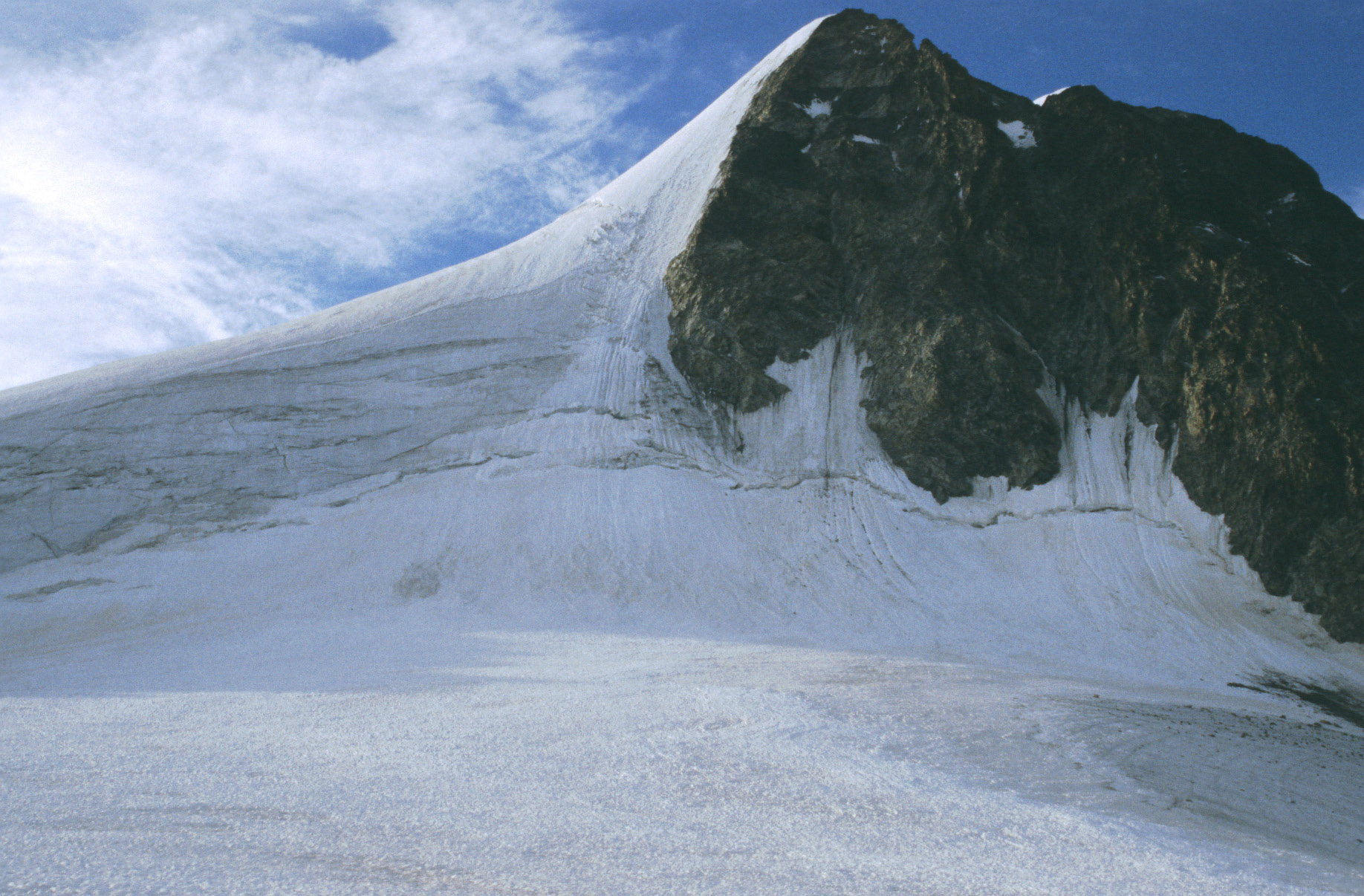
Versante nord.

- Capanna Tschierva - 2.583 m
- Capanna Boval - 2.495 m